# Instituto Federal do Pará
O Instituto Federal do Pará (IFPA) é uma instituição de educação básica, profissional e superior, pluricurricular, multicampi e descentralizada, especializada na oferta de educação profissional e tecnológica nas diferentes modalidades de ensino, com base na conjugação de conhecimentos técnicos e tecnológicos com a sua prática pedagógica. Há mais de um século, o Instituto mantém o compromisso de ofertar o ensino gratuito e de qualidade para sociedade, cumprindo a missão de promover educação profissional, científica e tecnológica com base cidadã, por meio do ensino, pesquisa, extensão e inovação, colaborando com o desenvolvimento sustentável da região amazônica. Compõe a Rede Federal de Educação Profissional, Científica e Tecnológica, vinculada diretamente ao Ministério da Educação.
Localizada na capital do Pará, Belém, a Reitoria é composta pelo Gabinete e cinco Pró-Reitorias, são elas: Pró-Reitoria de Administração (PROAD), Pró-Reitoria de Desenvolvimento e Gestão de Pessoas (PROGEP), Pró-Reitoria de Ensino (PROEN), Pró-Reitoria de Extensão (PROEX) e Pró-Reitoria de Pesquisa, Pós-Graduação e Inovação (PROPPG).

## História
O Instituto Federal do Pará foi instituído em 23 de setembro de 1909 como Escola de Aprendizes Artífices do Pará, pelo então presidente da república, Nilo Peçanha. Compreendia o ensino primário, cursos de desenho e oficinas de marcenaria, funilaria, alfaiataria, sapataria e ferraria. Em 1930, a Escola de Aprendizes transforma-se em Liceu Industrial do Pará e, em 1942, em Escola Industrial de Belém.
Na década de 1960, é transformado em Autarquia Federal com autonomia didática, financeira, administrativa e técnica. Passa a oferecer cursos técnicos de edificações e de estradas, passando a ser chamado de Escola Industrial Federal do Pará, quando foram criados os cursos de agrimensura e eletromecânica.
A escola técnica federal do Pará é fundada em (1968) com endereço na Av. Almirante Barroso, nº 1155, onde ministra o curso de eletromecânica, hoje denominado mecânica. A partir daí, vieram os cursos nas áreas de saneamento, telecomunicações e eletrônica.
Com a descoberta das jazidas minerais da Serra dos Carajás e do vale do rio Trombetas, em 1975, a Escola Técnica criou os cursos de mineração e metalurgia. No final da década de 70, foi a vez do curso de processamento de dados para acompanhar o incremento da informatização na indústria. Em 1980, a Escola assina convênio com o Parque de Material Aeronáutico de Belém. Começa o curso Pós-Técnico de Manutenção de Aeronaves. Foi criada a primeira Escola de Mecânicos Civis de Aeronaves em parceria com o Departamento de Aviação Civil: os formandos em manutenção de aeronaves foram contratados pela aviação civil em 1991.
Em 1995, é a vez dos cursos técnicos em edificações, eletrotécnica, mecânica, metalurgia e processamento de dados. Em 1996, o curso técnico em trânsito é criado em parceria com o Departamento Estadual de Trânsito do Pará.
Os cursos técnicos nas áreas de química, radiologia médica, registro de saúde, pesca e turismo foram implantados em 1998 para atender a necessidade de formação de recursos humanos nas áreas tecnológicas e de desenvolvimento do Estado.
Consolidaram-se também as Unidades Descentralizadas de Ensino Técnico - UNED'S, a fim de atender às solicitações de Altamira, com o curso técnico de agrimensura para a demanda da agroindústria. Posteriormente foram implantadas as UNED'S de Marabá e Tucuruí.
Os cursos de Lapidação e Artesanato Mineral foram implantados em 1990, em decorrência da parceria firmada com a Paraminérios, empresa ligada ao governo do estado, para formar profissionais do pólo mineral na região.
Em 1997, foi instituída pelo Ministério da Educação, a verticalização da educação profissional, nos níveis básico, técnico e superior. Em 18 de janeiro de 1999, a Escola Técnica foi elevada à categoria de Centro Federal de Educação Tecnológica com a finalidade de atuar nos níveis e modalidades da educação profissional, ou seja, o básico, o técnico e o tecnológico equivalente à educação superior.
Foi oficialmente criado pela na Lei Federal que regulamenta a Rede Federal de Educação Profissional, Científica e Tecnológica, vinculada ao Ministério da Educação, no seu artigo 5º, inciso XX, "mediante integração do Centro Federal de Educação Tecnológica do Pará e das Escolas Agrotécnicas Federais de Castanhal e de Marabá". Sua Reitoria está instalada em Belém e é subordinada ao Ministério da Educação.

## Ensino
Ao todo, são 17 campi e um campus avançado, abarcando mais de 70% do estado do Pará. O Instituto está presente nos municípios de  Abaetetuba, Altamira, Ananindeua, Belém, Bragança, Breves, Cametá, Castanhal, Conceição do Araguaia, Itaituba, Marabá (com os campi industrial e rural), Óbidos, Paragominas, Parauapebas, Santarém, Tucuruí e Vigia. Cada campus oferta cursos de acordo com as necessidades locais. São 115 cursos técnicos de nível médio, 56 cursos superiores de engenharia, tecnologia, bacharelado e licenciatura, 38 especializações, quatro mestrados e um doutorado.

### Cursos técnicos
São cursos profissionalizantes que preparam o estudante para o mercado de trabalho e que são organizados por eixos tecnológicos de acordo com o catálogo nacional de cursos técnicos. Os eixos tecnológicos são: Ambiente e saúde, Desenvolvimento Educacional e Social, Controle e Processos Industriais, Gestão e Negócios, Informação e Comunicação, Infraestrutura, Produção Alimentícia, Produção Cultural e Design, Produção Industrial, Recursos Naturais, Segurança, Turismo, Hospitalidade e Lazer.
A oferta é estruturada em três modalidades: Integrada regular, opção para quem já concluiu o Ensino Fundamental e deseja cursar o Ensino Médio simultaneamente ao técnico, Integrada na modalidade Educação de Jovens e Adultos (EJA), para maiores de 18 anos que já tenham concluído o Ensino Fundamental, e Subsequente, para quem já concluiu o Ensino Médio.

### Cursos superiores
O IFPA conta com cursos de tecnologia, bacharelado e licenciatura, ancorados no tripé Ensino, Pesquisa e Extensão. Os cursos de tecnologia enfocam em aplicações tecnológicas de um campo do conhecimento, a fim de atender demandas específicas do mercado de trabalho. Os bacharelados são voltados para formar profissionais de nível superior com ênfase em atividades de pesquisa e os cursos superiores de licenciatura são focados na formação de professores para educação básica.

### Pós-graduação
O Instituto oferta cursos de pós-graduação nas modalidades lato sensu e stricto sensu. Os mestrados e doutorado ofertados pelo IFPA são profissionais, ou seja, são voltados para o desempenho de um alto nível de qualificação profissional, diferentemente do mestrado ou doutorado acadêmicos, que focam em formar pesquisadores e professores.

### Formação inicial e continuada - FIC
Uma possibilidade de qualificação profissional aberta à comunidade. Os cursos FIC são de curta duração e estão voltados para capacitar, atualizar e aperfeiçoar o cidadão que pretende ingressar no mundo do trabalho, bem como aquele que nele já se encontra e deseja se qualificar. O Instituto já ofertou FICs em diversas áreas para os públicos interno e externo. Os cursos são propostos após um levantamento de demandas locais e podem ser ofertados de forma presencial ou a distância.

## Pesquisa
O Instituto conta com mais de 142 Grupos de Pesquisa, nas áreas Ciências Humanas, Ciências Agrárias, Ciências Biológicas, Ciências Ambientais, Ciências Exatas e da Terra, Ciências Sociais Aplicadas, Ciências da Saúde, Linguística, Letras e Artes, Multidisciplinar e Engenharias.

## Inovação
Além de promover o Ensino e incentivar a Pesquisa, o IFPA forma profissionais com competência para aplicação e desenvolvimento de Inovação Tecnológica, difusão de tecnologias e gestão de processos de produção de bens e serviços. Para gerenciar a política de incentivo à inovação e à pesquisa científica e tecnológica, há o Núcleo de Inovação e Transferência de Tecnologia (NITT), que viabiliza estratégias e ações relacionadas à propriedade intelectual nos âmbitos interno e externo do IFPA. O NITT ajuda a proteger legalmente o resultado das pesquisas desenvolvidas no Instituto, dando suporte para que as invenções sejam registradas junto ao Instituto Nacional de Propriedade Industrial (INPI).
É o NITT que faz a gestão das tecnologias que são solicitadas para o registro da propriedade intelectual através de patentes, desenhos industriais e programas de computador. Há ainda as Tecnologias Sociais produzidas e registradas a nível de campus, e as Tecnologias Assistivas, que são produzidas através do Núcleo de Tecnologias Assistivas de cada campus. A produção de tecnologias inovadoras é fomentada através de ações de capacitação e difusão dos temas Empreendedorismo e Inovação. O Instituto também conta com Agentes de Inovação, presentes em todos os campi para incentivar a cultura de produção tecnológica na Instituição.

## Editora
A Editora do IFPA (EdIFPA), responsável por editar ou coeditar, publicar e divulgar trabalhos relacionados ao ensino, à pesquisa, à extensão, à pós-graduação e à inovação, produzidos por docentes, técnicos administrativos, discentes e membros de grupos de pesquisas ativos do IFPA, além de membros externos.
A Editora publica livros impressos, e-books, revistas científicas, entre outras publicações, e oferece serviços editoriais, como emissão de ISBN e ISSN, para as publicações do IFPA. Anualmente, a EdIFPA lança chamadas para publicação, sempre procurando atender à demanda institucional.

## Extensão
Socializar e democratizar o acesso ao conhecimento produzido é o princípio da Extensão, cujas atividades garantem uma relação dialógica e transformadora entre o Instituto e a sociedade em geral. É através da Extensão que os conhecimentos produzidos, vividos e possibilitados na academia são repassados, mostrados e oferecidos à comunidade externa, que, dessa forma, pode também fazer uso dos saberes produzidos nos espaços educacionais, científicos e tecnológicos. As áreas temáticas das ações de extensão do IFPA são: Comunicação; Cultura; Direitos Humanos e Justiça; Educação, Formação de professores e Educação profissional; Meio Ambiente; Saúde; Tecnologia e Produção; e Trabalho.